# 台南安平雅樂軒酒店
台南安平雅樂軒酒店（英語：Aloft Tainan Anping）位於台南市安平區億載金城對面，酒店建築和土地為興富發建設所有，由大股東元盛國際興業承租經營。本酒店為萬豪國際在台灣的第三間雅樂軒酒店，共有115間客房，2022年1月29日正式開幕。

## 外部連結
- 台南安平雅樂軒酒店 （页面存档备份，存于）